# إسحاق إبراهيم علي
إسحاق إبراهيم علي سياسي صومالي وعضو في البرلمان الاتحادي الانتقالي، أصيب في هجوم لحركة الشباب على فندق منى في العاصمة الصومالية مقديشو، وأسفر الهجوم عن مقتل أربعة برلمانيين هم محمد حسن نور، وجبدي عبدي جديد وبولي حسن معلم، وإدريس موسى علمي، وإصابة خمسة آخرين.  